# LEGO Indiana Jones 2: L'avventura continua
LEGO Indiana Jones 2: L'avventura continua è un videogioco sviluppato da Traveller's Tales e pubblicato da LucasArts il 17 novembre 2009 negli Stati Uniti ed il 20 novembre in Europa. È il seguito di LEGO Indiana Jones: Le avventure originali, uscito l'anno precedente.
Il gioco consente di giocare tutte e quattro le avventure cinematografiche dell'archeologo, compreso quindi il più recente Il Regno del Teschio di Cristallo, non incluso nel precedente capitolo videoludico. La giocabilità è la stessa del primo videogame, con la storia che si articolerà in vari livelli giocabili in solo o in co-op.
La novità assoluta del gioco è la possibilità per il giocatore di creare livelli personalizzati. Il gioco è stato messo in commercio per Wii, Xbox 360, PlayStation 3, Nintendo DS, PlayStation Portable e Microsoft Windows. Feral Interactive ha distribuito la versione per macOS nell'aprile 2011.

## Trama
Mentre le versioni per console fisse (Xbox 360, Wii e Playstation 3) seguono la trama dei quattro film, la versione per Nintendo DS dispone solamente del quarto film.

### Nintendo DS
Indiana Jones e Marion Ravenwood stanno volando su un aereo quando si ritrovano faccia a faccia con tutti i cattivi della serie. I due si buttano dall'aereo e finiscono su un'isola.

### Indiana Jones e il Regno del Teschio di Cristallo
Indiana e il suo amico Mac stanno scavando in Messico, quando all'improvviso vengono rapiti dai sovietici. Essi vogliono una cassa dall'Hangar 51. Indy la recupera per poi scoprire che Mac è un traditore. Indiana fugge con l'aiuto di un magazziniere. Pochi giorni dopo, Indy incontra Mutt la cui madre (in seguito si scoprirà che si trattava di Marion Ravenwood e che Indiana era il padre di Mutt) è stata rapita assieme ad un vecchio amico di Indy, Arold Oxley. Indy salva Oxley e Marion, e insieme si dirigono verso il Tempio del Teschio di Cristallo. Arrivati al tempio, Irina Spalko e i soldati sovietici raggiungono Indiana, Marion, Mutt e Oxley. Lì Irina prende possesso del tempio e acquisisce il potere degli extraterrestri. Nel film Irina Spalko muore dopo che gli alieni le hanno donato il sapere; la vicenda viene riadattata nel videogioco per far sì che Irina sia il boss finale.

## Modalità di gioco

### Console fisse
Il punto di partenza per il gioco è l'Hangar 51, nel quale si trovano otto casse: le prime sei costituiscono i capitoli della storia: I Predatori dell'Arca Perduta, Il Tempio Maledetto, L'Ultima Crociata, Il Regno del Teschio di Cristallo - Atto Primo, Secondo e Terzo. La settima cassa raccoglie i sei livelli Super Bonus. L'ottava cassa è invece un set chiamato Creatore che permette di creare diciotto personaggi, quarantacinque livelli, un'avventura (composta dalla trama dei 4 film uniti dai livelli creati dal giocatore, al quale si aggiungono un filmato introduttivo e uno conclusivo che mostrano l'oggetto da recuperare, anch'esso a scelta) e una modalità chiamata Partita Rapida per rigiocare ciascun livello con due personaggi sbloccati a scelta. Ognuna delle prime sei casse rimanda a un grande hub world, da cui è possibile accedere ai 5 livelli della storia e ai 5 livelli bonus. Una volta completato un livello, si potrà accedere all'ambiente dopo la storia dove si nasconde 1 cassa dorata, per un totale di 5 casse più 5 dei livelli bonus per ogni capitolo. Una volta trovata una cassa, questa può essere distrutta nello hub world, in modo da costruire un oggetto che permette l'accesso al livello Super Bonus.
Ogni capitolo nasconde anche tre casse, una blu, una verde e una rossa, che danno accesso a particolari potenziamenti e un numero predefinito di personaggi e di veicoli, tutti acquistabili con la valuta del gioco, i mattoncini lego, di cui esistono diversi tipi con valori differenti: i mattoncini d'argento valgono dieci crediti, quelli d'oro cento crediti, i mattoncini blu mille crediti e quelli viola diecimila crediti

### Nintendo DS
A differenza della versione per console domestiche, sono presenti nel gioco solo i livelli relativi al quarto film. I 12 livelli di Indiana Jones e il Regno del Teschio di Cristallo sono giocabili dall'isola in cui si trovano Indy e Marion. Nell'isola si trovano le pagine del diario di Jones: recuperate permettono di fare 16 minigiochi divisi in 4 per ogni avventura tratta dai film.
Una volta giocato un livello nella modalità storia è possibile giocarlo nuovamente; questa volta però si hanno a disposizione 10 personaggi sbloccati in precedenza.
Nell'isola si trovano 9 cubetti rossi: se trovati, sbloccano dei trucchi da comprare al negozio.